# 36e cérémonie des National Society of Film Critics Awards
La 36e cérémonie des National Society of Film Critics Awards (NSFC Awards), décernés par la National Society of Film Critics, a eu lieu le 4 janvier 2002, et a récompensé les films réalisés l'année précédente.

## Palmarès

### Meilleur film
1. Mulholland Drive
2. Gosford Park
3. Le Seigneur des anneaux : La Communauté de l'anneau (The Lord of the Rings: The Fellowship of the Ring)

### Meilleur réalisateur
1. Robert Altman pour Gosford Park
2. David Lynch pour Mulholland Drive
3. Peter Jackson pour Le Seigneur des anneaux : La Communauté de l'anneau (The Lord of the Rings: The Fellowship of the Ring)

### Meilleur acteur
1. Gene Hackman pour le rôle de Royal Tenenbaum dans La Famille Tenenbaum (The Royal Tenenbaums)
2. Denzel Washington pour le rôle d'Alonzo Harris dans Training Day
3. Tom Wilkinson pour le rôle de Matt Fowler dans In the Bedroom

### Meilleure actrice
1. Naomi Watts pour le rôle de Betty Elms dans Mulholland Drive
2. Sissy Spacek pour le rôle de Ruth Fowler dans In the Bedroom
3. Charlotte Rampling pour le rôle de Marie Drillon dans Sous le sable

### Meilleur acteur dans un second rôle
1. Steve Buscemi pour le rôle de Seymour dans Ghost World
2. Ben Kingsley pour le rôle de Don Logan dans Sexy Beast
3. Brian Cox pour le rôle de Big John Harrigan dans L.I.E.

### Meilleure actrice dans un second rôle
1. Helen Mirren pour le rôle de Mrs. Wilson dans Gosford Park
2. Maggie Smith pour le rôle de Constance, comtesse de Trentham dans Gosford Park
3. Marisa Tomei pour le rôle de Natalie Strout dans In the Bedroom

### Meilleur scénario
1. Gosford Park – Julian Fellowes
2. Ghost World – Daniel Clowes et Terry Zwigoff
3. Memento – Christopher Nolan

### Meilleure photographie
1. In the Mood for Love (花樣年華) – Christopher Doyle et Mark Lee Ping-Bin
2. Mulholland Drive – Peter Deming
3. The Barber (The Man Who Wasn't There) – Roger Deakins

### Meilleur film en langue étrangère
1. In the Mood for Love (花樣年華) •  Hong Kong
2. Le Cercle (دایره) •  Iran
3. Amours chiennes (Amores Perros) •  Mexique

### Meilleur film documentaire
1. Les Glaneurs et la Glaneuse
2. The Endurance
3. Mon voyage en Italie (Il mio viaggio in Italia)

### Meilleur film expérimental
- Waking Life

### Film Heritage
- Mon voyage en Italie (Il mio viaggio in Italia)

### Special Citation
- Faith Hubley